# Terezinha Ramires
Terezinha Ramires Lima (Rio Largo, 15 de janeiro de 1931- 30 de maio de 2021) foi médica, professora e política alagoana que se destacou na luta pelos direitos das mulheres.

## Biografia
Filha de comerciantes, Terezinha Ramires iniciou a faculdade de medicina em 1951, na Universidade Federal de Alagoas, era aluna da primeira turma de médicos, tendo participado do Diretório Acadêmico e da diretoria da União Nacional dos Estudantes (UNE), onde ocupou a vice-presidência.
Especializada em pediatria, foi responsável pela criação do Departamento de Pediatria na Sociedade de Medicina de Alagoas e por duas vezes ocupou a vice-presidência da entidade. Fundou o primeiro pronto-socorro infantil de Maceió e também a primeira clínica particular especialmente para crianças. Além disso, lecionou na Faculdade de Medicina da UFAL ocupando as cadeiras de Nutrição e Pediatria.
Casou-se com o médico Samuel Delane Lima, com quem viveu mais de 50 anos, até seu falecimento, deixando-a viúva e com 4 filhos.

## Religiosidade
No final da década de 70 converteu-se ao catolicismo, e isso mudou a sua vida. A convite de seu marido, participou do Movimento de Cursilhos de Cristandade de Maceió, que promoveu uma profunda mudança de comportamento na médica, que passou a dedicar sua vida a servir aos mais pobres e necessitados.
Participou ativamente da Igreja Católica a partir de então, o que lhe proporcionou um encontro com o então Papa, São João Paulo em 1991, e a praça da sede do Movimento de Cursilhos de Cristandade de Maceió foi inaugurada em 2016 com seu nome.
No início da década de 80, o bispo local a indicou para representar a Igreja na Assembleia Legislativa Estadual em um evento voltado à criação do Conselho Estadual dos Direitos da Mulher, o que também foi fator definitivo para o início da luta pelos direitos da mulher.

## Carreira Política

### Vereadora
Iniciou a carreira política filiada ao PT, mas por conflitos internos, lançou sua primeira candidatura partidária pelo PSB nas eleições de 1988, e, depois filiou-se ao PSDB e foi eleita vereadora de Maceió nas eleições de 1992. Mais tarde, em 2004, candidatou-se novamente, mas não ganhou as eleições. Em 2006 tomou posse como suplente do vereador Marcelo Malta.

### Luta pelos direitos das mulheres
Hoje, Terezinha Ramires é uma grande referência para as feministas em alagoas. Em 1984 participou do Seminário sobre Mulher e Política, organizado por Ruth Cardoso, para discutir a criação do Conselho Nacional dos Direitos da Mulher. Em 1985 fundou a Associação Alagoana Pró-Mulher. Em 1992 assumiu a coordenação do Fórum de Entidades Autônomas do Movimento de Mulheres de Alagoas. Participou do Movimento pela criação do Conselho Estadual de Defesa dos Direitos da Mulher (CEDIM) e foi sua 1ª Presidente, além de colaborar com o Projeto de Lei criador da Polícia Feminina.
Em 1944 lutou ativamente para que fossem dados direitos iguais às mulheres de ingressarem as corporações predominantemente masculinas. Desde então foi criada a equipe feminina de Bombeiros do Estado de Alagoas.
Participou da elaboração das propostas em favor da mulher para a Comissão Constitucional da Assembleia Constituinte Estadual, proposta sobre Educação Diferenciada.
Em sua homenagem, o único centro de atendimento voltado para as mulheres vitimas de violência doméstica em Alagoas, inaugurado em 2002, recebeu seu nome: Centro de Atendimento e Referência às Mulheres de Violência Doméstica Drª Terezinha Ramires.

### Outras participações
Foi conselheira do Conselho Municipal de Defesa dos Direitos da Criança e do Adolescente.

## Prêmios e homenagens
- Centro de Atendimento e Referência às Mulheres de Violência Doméstica Drª Terezinha Ramires (2002);
- Comenda Nise da Silveira, pela luta e defesa das mulheres;
- Comenda Nacional Marechal Deodoro da Fonseca, pela contribuição na luta pela democracia social;
- Prêmio Heliônia Ceres;
- Honra ao Mérito da Associação das Mulheres Advogadas de Alagoas - AMAAL;
- Homenagem prestada pela maçonaria "Virtude e Bondade" (1996);
- Homenagem da Associação dos Ex-Combatentes da FEB (1995);
- "Mulher Destaque" na Sessão Especial de Marechal Deodoro (1995);
- Homenagem do I Seminário das Mulheres Socialistas" (2001);
- Homenagem no dia Internacional de Mulher pela câmara Municipal de Maceió (2000);
- "Personalidade na Política" pela prefeitura de Maceió (2000);
- Cidadã Honorária de Maceió (2006);
- Praça "Terezinha Ramires", na sede dos Cursilhos (2016);
- Premiação de Trabalhos Científicos das Bombeiras de Alagoas "Terezinha Ramires";[5]